# Arent van Halmael

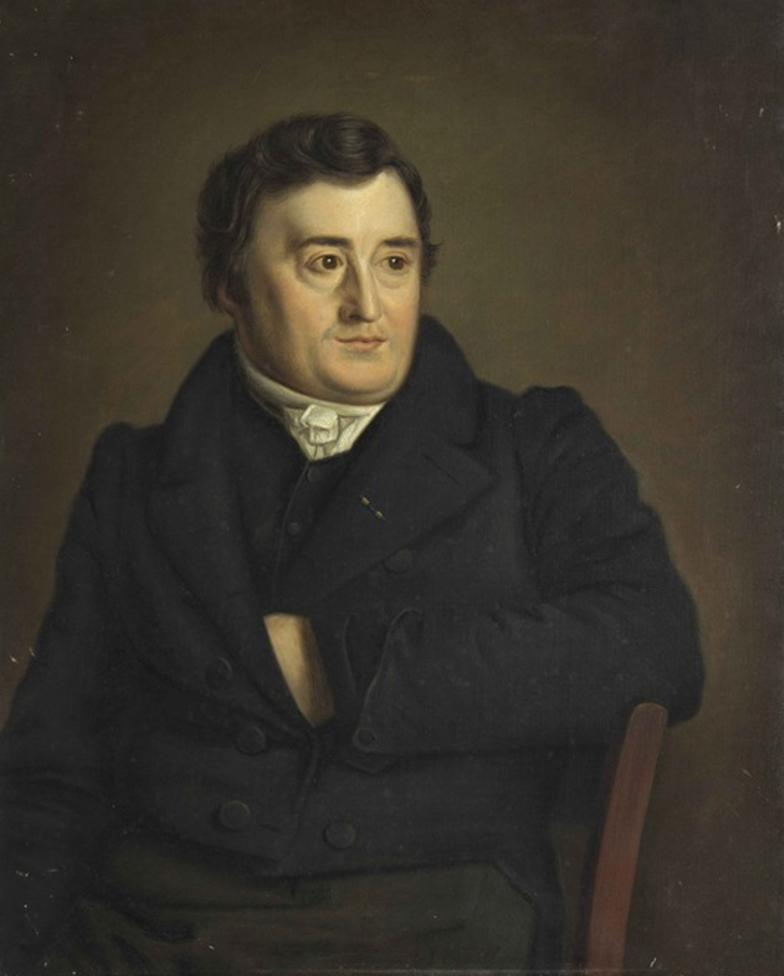
Arent van Halmael, geschilderd door Jan van Wicheren

Jonkheer Arent van Halmael (Amsterdam, 17 oktober 1788 - Leeuwarden, 29 september 1850) was een jurist. Hij trouwde op 1 november 1820 met Catharina Anna Ruitinga te Leeuwarden.
Van Halmael studeerde rechten aan de Universiteit Leiden. Hij was auditeur-militair, eerst in Amsterdam, een jaar later te Leeuwarden (1817). Hij had belangstelling voor de Friese geschiedenis, was oprichter en centrale figuur van 'Constanter' (1819) en werkte mee aan het 'Frysk Jierboek', 'Vrij Friesland' en Friesche Volksalmanak. Hij was samen met Montanus de Haan Hettema auteur van het Stamboek van den Friese Adel (1846). Van Halmael was schrijver van op de geschiedenis gebaseerde Nederlandstalige toneelstukken (onder andere Reinier en Willem van Oldenbarnevelt, 1825; Ats Bonninga, 1830; Adel en Ida, 1831; Radboud de Tweede, 1839), balladen, poëtische verhalen en prozastukken.
Van Halmael was beschermheer van Wopke Eekhoff.

## Ander werk
- Bijdragen tot de geschiedenis van het tooneel, de tooneelspeelkunst, en de tooneelspelers, in Nederland[2]